# Richard Chartres

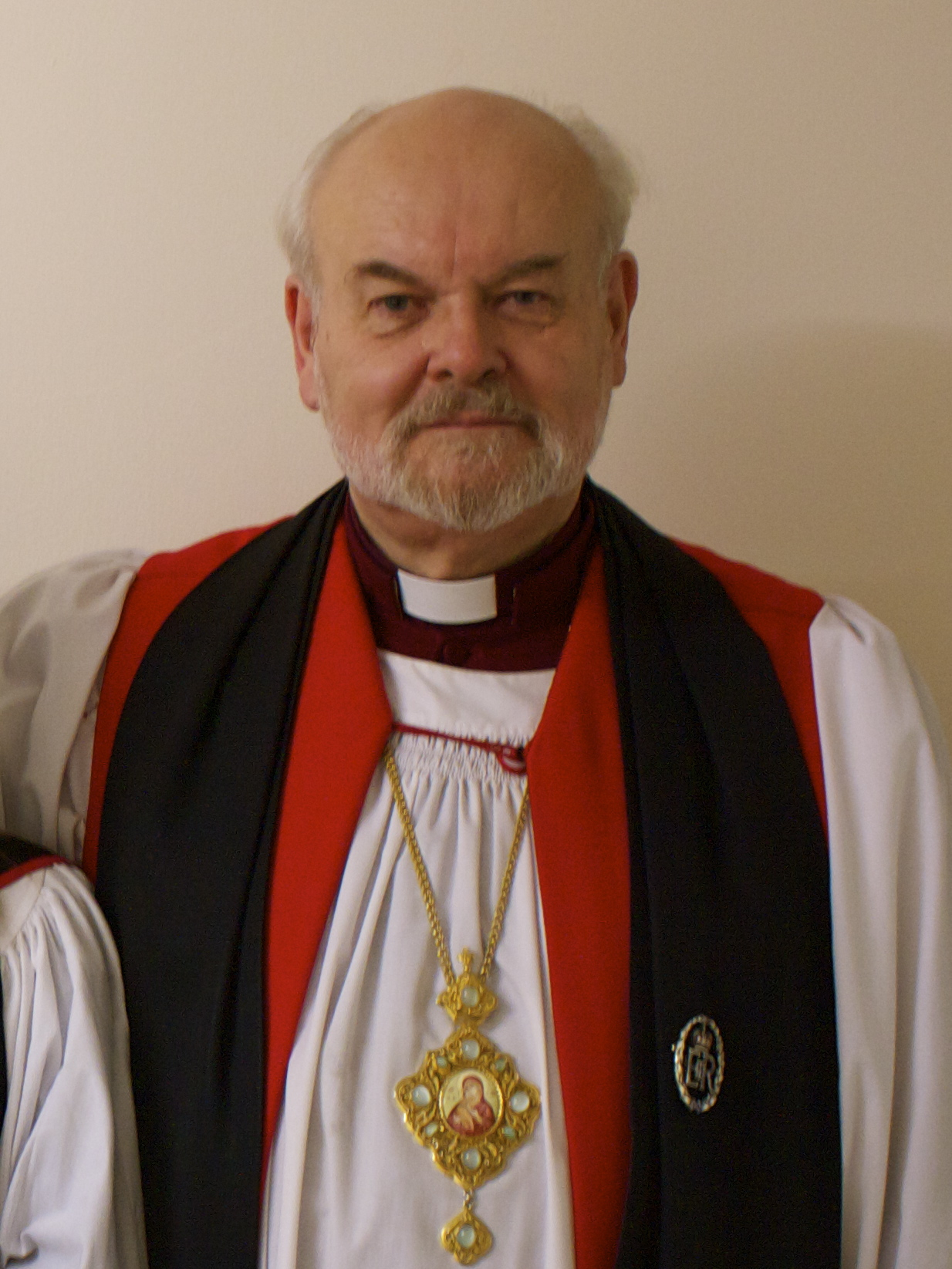
Richard Chartres, Bischof von London, 2013

Richard John Carew Chartres, Baron Chartres GCVO, PC (* 11. Juli 1947 in Ware, Hertfordshire) ist ein britischer Geistlicher und emeritierter Bischof von London der Kirche von England. Er war von 1995 bis Anfang 2017 der 132. Bischof von London. Zuvor war er Weihbischof von Stepney (1992 bis 1995) in der Diözese London und Professor am Gresham College (1987 bis 1992). Im November 2017 wurde er zum Life Peer erhoben.

## Biografie
Chartres besuchte die Richard Hale School und das Trinity College, welches er mit einem Master of Arts (MA) abschloss. Er besuchte dort Vorlesungen in Geschichte, bevor er am Ripon College Cuddesdon und am Lincoln Theological College Theologie studierte.
Er wurde 1974 zum Priester geweiht. Während der 1970er-Jahre war er Kaplan bei Robert Runcie, dem damaligen Bischof von St Albans und späteren Erzbischof von Canterbury, und erhielt ein Lambeth Degree, einen vom Erzbischof von Canterbury verliehenen Bachelor-Abschluss, als Bachelor of Divinity.
Chartres wurden Ehrendoktortitel vom St. Mary's University College Twickenham, der Brunel University sowie der City and Metropolitan Universities verliehen. In den Queen’s Birthday Honours 2009 wurde er zum Knight Commander des Royal Victorian Order (KCVO) ernannt. Grundsätzlich wäre er dadurch berechtigt, die Anrede „Sir“ zu führen. Anglikanische Geistliche tun dies jedoch nicht. Chartres wurde zum Mitglied der Society of Antiquaries of London (SAL) gewählt.
Chartres ist seit 1982 verheiratet mit Caroline Chartres, einer Verlagsredakteurin und Programmchefin. Sie haben zusammen vier Kinder.

## Ämter
1995 wurde Chartres Prälat des Order of the British Empire und Dean der Chapel Royal.
Er ist Ehrenmitglied (Honorary Bencher) der Middle Temple, als Liveryman Mitglied der Merchant Taylor's Company, der Ständevertretung der Londoner Kaufleute,
und als Honorary Freeman der Weavers' Company. Richard Chartres gehört auch dem Privy Council an. 1997 wurde er Kaplan des Venerable Order of Saint John.
Er war einer der Testamentsvollstrecker von Diana, Princess of Wales und hielt eine Rede bei ihrer Gedenkfeier 2007. Er leitete auch die Feier zur Konfirmation von Prinz William. Am 12. September 2009 traute er Lord Frederick Windsor mit Schauspielerin Sophie Winkleman in der Chapel Royal im Hampton Court Palace.
Er ist einer der Schirmherren von Prospex, einer wohltätigen Einrichtung, welche junge Leuten in Nordlondon betreut, und Schirmherr und Fellow der Burgon Society für die Geschichte und Stilkunde der akademischen Amtstracht (Academic Dress).
Chartres ist auch Schirmherr für die Georgian Group. Er ist der Gründer und Vorsitzender des Kuratoriums des St Ethelburga Centre for Reconciliation and Peace. Er ist auch Mitglied im Kuratorium von Co-exist und gehört dem Beirat der Tony Blair Faith Foundation an.
Im Oktober 2005 rief Chartres gemeinsam mit Marianne Suhr, die schon die Restaurierung von St Giles in the Fields in London initiiert hatte, ein neues Projekt zur Konservierung der alten historischen Kirchen Londons ins Leben.
Chartres ist verantwortlich für die Beziehungen der Church of England mit den orthodoxen Kirchen. Daher repräsentierte er die Kirche bei der Trauerfeier für den russisch-orthodoxen Patriarchen Alexius II. und der Amtseinführung von dessen Nachfolger, Patriarch Kyrill I. in Moskau.

## Einsatz für den Umweltschutz
Seit ihrem Start 2006 leitete Chartres die Kampagne Shrinking the Footprint der Church of England, die zum Ziel hat, die CO2-Emission der Church of England bis 2050 um 60 % zu reduzieren.
Bei Beginn der Kampagne und in der Folgezeit kritisierte Chartres die Verschmutzung der Umwelt durch Urlaubsreisen mit dem Flugzeug. Michael O’Leary, Vorsitzender der Fluggesellschaft Ryanair, reagierte darauf mit den Worten: „Der Bischof von London hat leere Kirchen: wenn niemand in den Urlaub fliege, würden sich seine Gläubigen vielleicht wieder anfinden und seinen Predigten zuhören. Gott segne den Bischof!“
Nach Kritik, dass er selber Flüge für seine Diözesenarbeit nutzte, außerdem ein Auto mit Chauffeur für seine Dienstfahrten habe, und dadurch gegen die Ideale seiner Kampagne verstoße, verpflichtete sich Chartres, ein Jahr lang keine Flüge in Anspruch zu nehmen. Für private Reisen nutzt Chartres eine Oyster Card.
Im Januar 2006 wurde Chartres in den Medien, unter anderem von der BBC, dafür kritisiert, das Osterfest auf einem Kreuzfahrtschiff zu verbringen, wo er Vorträge in Theologie hielt, anstatt den Gottesdienst in der St Paul’s Cathedral zu leiten, obwohl Chartres für zwei Monate von seinen kirchlichen und akademischen Pflichten freigestellt war.
Im Oktober 2008 führte ihn die Independent on Sunday als einen der 100 Umweltschützer in Großbritannien in ihrer 'Green List' (er kam dabei auf Platz 75).

## Gresham-Vorträge
Chartres schrieb ein Buch, A Brief History of Gresham College 1597–1997. Dieses basierte auf einer dreiteiligen Vortragsreihe, die er im Mai 1992 hielt, als er Professor für Theologie am Gresham College in London war. Während des ersten Vortrags der originalen Vortragsreihe nannte er das College „eine magische Insel wie Atlantis“, verschwunden im Ozean und wieder aufgetaucht. Dies war eine Anspielung auf die Gruppe „Invisible College“ in Oxford, aus der die Royal Society in London hervorging, als auch zu Francis Bacons Nova Atlantis. Beim zweiten Vortrag distanzierte er sich von jeglichen okkulten Bemerkungen.
Andere Gresham-Vorträge von Chartres umfassten Gebet, welches er stark von Magie abgrenzte, im Herbst 1991, das Grabtuch von Turin im November 1988 und die Grabeskirche in Jerusalem, wo er auch Hintergrundwissen über das Gresham Jerusalem Project preisgab. Er gab auch einen persönlichen Bericht über seinen Aufenthalt im Dezember 1989 in einem alten Kloster in Ägypten, wo er Spaziergänge mit einem christlichen Religionsführer unternahm, der große Muster in den Wüstensand malte, als er abstruse und widersprüchliche Punkte der Theologie zu erklären versuchte.

## House of Lords
Als Bischof von London hatte er als Geistlicher Lord einen Sitz im britischen House of Lords innegehabt. Nachdem er Anfang 2017 aus dem Bischofsamt ausgeschieden war, wurde er am 7. November 2017 als Baron Chartres, of Wilton in the County of Wiltshire, zum Life Peer erhoben, und erhielt dadurch erneut einen Sitz im House of Lords. Im Parlament sitzt er auf Seiten der Crossbencher.

## Titel und Anreden
- Richard Chartres (1947–73)
- The Revd Richard Chartres (1973–86)
- The Revd Professor Richard Chartres (1986–92)
- The Rt Revd Richard Chartres (1992–95)
- The Rt Revd and Rt Hon Richard Chartres (1995–98)
- The Rt Revd and Rt Hon Dr Richard Chartres (1998–2009)
- The Rt Revd and Rt Hon Dr Richard Chartres KCVO (2009–17)
- The Rt Revd and Rt Hon The Lord Chartres KCVO (2017–19)
- The Rt Revd and Rt Hon The Lord Chartres GCVO (2019–heute)

## Ehrungen
Richard Chartres ist Ehrendomprediger am Berliner Dom.